# Rhydian Cowley
Rhydian Cowley, född 4 januari 1991, är en australisk friidrottare. Han deltog vid olympiska sommarspelen 2016 och olympiska sommarspelen 2020.